# Karl Augustin I Grenser
Pour les articles homonymes, voir Grenser.
Karl Augustin I Grenser (connu aussi sous le nom de Carl August Grenser ou August Grenser) (né le 11 novembre 1720 à Wiehe, en Thuringe ; décédé le 4 mai 1807 à Dresde) est un facteur d'instrument de musique de la cour de Dresde, renommé en particulier pour ses flûtes traversières dans toute l'Europe dans la deuxième moitié du XVIIIe siècle. Il est le fondateur de la dynastie familiale de facteurs d'instruments et de musiciens dite famille Grenser; il est notamment l'oncle (ou le père selon les sources) de l'hautboïste germano-suédois Johann Friedrich Grenser  (1758-1794) et de Johann Heinrich Wilhelm Grenser (1764-1813) qui reprendra son atelier. Karl Augustin I Grenser a gravé ses instruments sous le nom de A. GRENSER. Jusqu'en 1806, les marques sur les instruments portent, outre leur nom, les épées électorales croisées de Saxe, et après 1806, la couronne royale. Une date peut être associée au marquage.

## Biographie
Né à Wiehe, une petite ville de Thuringe, dans le centre de l'Allemagne, Karl Augustin I Grenser a fait son apprentissage auprès de Johann Poerschmann,, à Leipzig d'environ 1733 à 1739, date à laquelle il s'est installé à Dresde. En 1744, Karl Augustin I Grenser a ouvert son atelier. Ses flûtes et ses bassons acquièrent une excellente réputation dans toute l'Europe et, en 1753, Karl Augustin I Grenser reçoit le prestigieux titre de "Kurfürstliche-Sächsischer Hofinstrumentenmacher" (facteur d'instruments exclusif de la Cour de Saxe).
En 1796, Karl Augustin I Grenser prend sa retraite et transmet sa boutique au fils de son frère cadet Johann Friedrich Grenser, Heinrich Grenser, neveu et gendre de Karl.
Musicien, il est loué en 1782 comme "excellent artiste", et atteint, surtout comme facteur de flûtes, la même importance artistique que son grand rival Jakob Friedrich Grundmann (1727-1800) à Dresde, qui a également été élève de Johann Poerschmann, dans le domaine de la facture de hautbois.
Les flûtes de Karl Augustin I Grenser disposent d'une large perce.
Il est mentionné dans un courrier de 1772 de Leopold Mozart à Johann Gottlob Immanuel Breitkopf à Leipzig pour une commande de bassons et de hautbois :

« [Salzbourg, le 7 février 1772]

Noble et très honoré Monsieur !
Vous aurez la bonté de m`autoriser à demander votre secours dans l`affaire suivante. Je dois commander quelques instruments à vent pour notre cour et ai fait confiance pour ce travail à un certain M. Grenser de Dresde, que je ne connais que pour avoir lu son nom sur l`un ou l`autre flûte ou hautbois. Je tiens vraiment sur mon honneur à obtenir bientôt quelques hautbois et deux bassons de bonne facture, car le 9 mars a lieu l`élection de notre nouveau prince, et j`ai peur que la lettre ci-jointe, en l`absence d`adresse, n`arrive que tard ou pas du tout chez M. Grenser. Je vous prie donc de bien vouloir la lui transmettre et si cela ne vous ennuie pas, d`y ajouter un petit mot de recommandation, et de m`en facturer le port. [...] »

Dès 1793, son neveu Heinrich Grenser invente avec lui une clarinette basse en forme de basson.
Selon François-Joseph Fétis, Karl Augustin I Grenser « a eu de la réputation pour les flûtes, hautbois, clarinettes et bassons sortis de ses ateliers. Il avait étudié l'art de la facture des instruments chez Johann Poerschmann à Leipzig. A l'âge de dix-neuf ans, il se rendit à Dresde, et, pendant cinquante-cinq ans, il y travailla avec succès. En 1796, il a cédé son établissement à son neveu (Heinrich Grenser), et s'est retiré. Il vivait encore en 1810, âgé de quatre-vingt-dix ans. »
Il est le père Karl Augustin II Grenser (1756-1814), et l'oncle du célèbre hautboïste Johann Friedrich Grenser (1758-1794).

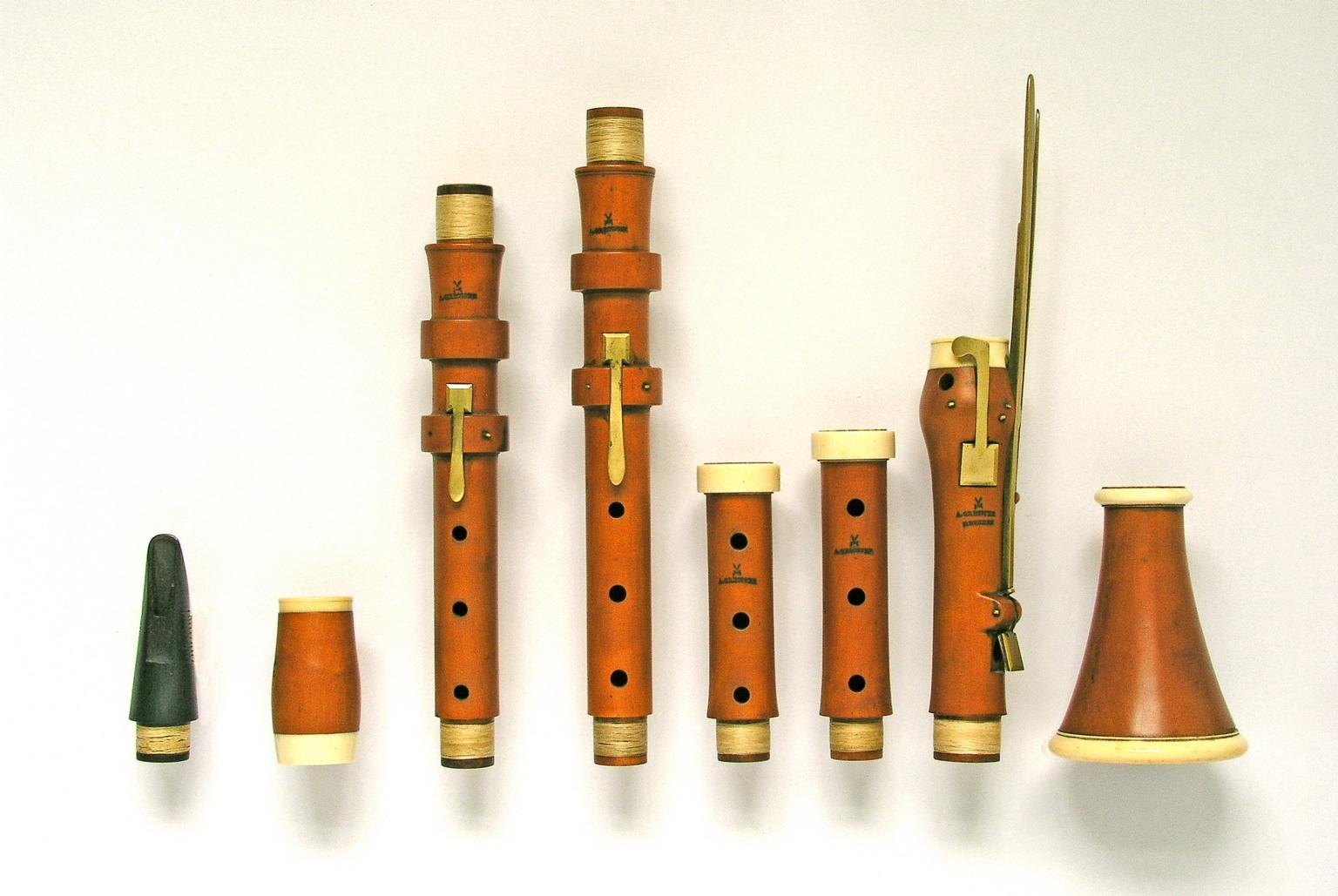
Clarinette à 5 clefs avec corps de rechange démontés en si bémol et en la (ca. 1790).

Il subsiste en 2023 une quinzaine d'instruments de musique (flûte, taille de hautbois, basson, clarinette...) dans les collections des musées publics. Selon David Rachor, on dénombre neuf bassons (de 4 à 8 clés) fabriqués par Augustin I Grenser.
Un de ses apprentis, Friedrich Gabriel August Kirst (1750-1806), est devenu un fabricant d'instruments réputé à Potsdam qui a fourni des flûtes à Frédéric le Grand.